# نیو گلاسگو
نیو گلاسگو (به انگلیسی: New Glasgow, Nova Scotia) یک شهرک در کانادا است که در شهرستان پیکتو، نوا اسکوشیا واقع شده‌است.

## خصوصیات
نیو گلاسگو ۳۹٫۵۲ کیلومترمربع مساحت و ۹٬۵۶۲ نفر جمعیت دارد و ۶ متر بالاتر از سطح دریا واقع شده‌است.